# Schaumburg (Illinois)
Schaumburg is een plaats (village) in de Amerikaanse staat Illinois, en valt bestuurlijk gezien onder Cook County en DuPage County.

## Demografie
Bij de volkstelling in 2000 werd het aantal inwoners vastgesteld op 75.386. In 2006 is het aantal inwoners door het United States Census Bureau geschat op 72.690, een daling van 2696 (-3,6%).

## Geografie
Volgens het United States Census Bureau beslaat de plaats een oppervlakte van 49,5 km², waarvan 49,2 km² land en 0,3 km² water.

## Plaatsen in de nabije omgeving
De onderstaande figuur toont nabijgelegen plaatsen in een straal van 8 km rond Schaumburg.